# Althea Reinhardt
Althea Rebecca Reinhardt (Aarhus, 1 de septiembre de 1996) es una  jugadora de balonmano danesa. Juega como portera y actualmente forma parte del club Odense Håndbold, así como de la selección nacional de Dinamarca.

## Trayectoria
Reinhardt ha tenido una carrera notable en el balonmano, siendo reconocida por su agilidad, su capacidad de parar los lanzamientos de 7 metros y habilidades para organizar la defensa.
Comenzó su carrera en el deporte en el Nykøbing Falster Håndboldklub y, tras una temporada en el Roskilde Håndbold, se unió a Odense en 2016 y ha sido una figura clave en el equipo desde entonces, del que ha podido dar el salto a la selección nacional. Su primera convocatoria, con 20 años, tuvo la lesión de su compañera Rikke Poulsen como protagonista. La guardameta, siempre a la sombra de la mítica Sandra Toft, sus últimos años ha rozado la gloria con su club varios años y, tanto en 2021 como en 2022 se hicieron con el título de la potente liga danesa.

### Selección danesa
Fue una habitual en las selecciones formativas danesas y, entre otros títulos, ayudó a ganar el bronce europeo sub-17, el bronce mundial sub-18, el oro europeo sub-19 y el oro mundial sub-20, formando parte del All-Star del Campeonato de Europa y del Mundo en el que se alzó con el oro.
A nivel internacional, ha representado a Dinamarca en varias competiciones, incluyendo el Campeonato de Europa, donde su equipo logró una medalla de bronce en 2013 y alcanzó el cuarto lugar en 2016 o el Campeonato del Mundo, dónde Dinamarca ha obtenido otras dos medallas de bronce con Reinhardt en la portería.
Uno de los momentos más virales de su carrera ocurrió durante las semifinales del Mundial de Balonmano Femenino 2021, donde recibió un fuerte golpe en la cara por un balón, lo que generó una gran atención mediática. Además, en los Juegos Olímpicos de París 2024, Reinhardt tuvo un desempeño destacado, atajando 17 lanzamientos en crucial encuentro ante Países Bajos de cuartos de final alzándose con la medalla de bronce en el encuentro por el tercer y cuarto puesto.

## Títulos y reconocimientos

### Con su club
- 2 x Liga de Dinamarca (2021, 2022)
- 1 x Copa de Dinamarca (2020)

### Con la selección danesa
- 1 x  Bronce en los Juegos Olímpicos (París 2024)
- 2 x  Campeonato del Mundo (2021, 2023)
- 1 x  Campeonato de Europa (2022)

## Vida
Reinhardt también es conocida en redes sociales, donde comparte su vida como atleta y sus experiencias en el balonmano, acumulando una considerable cantidad de seguidores en plataformas como Instagram y TikTok. Se hizo viral por la imagen de un balón golpeando su cara durante la semifinal del mundial del 2016.